# SC Victoria Hambourg
Maillots
Le SC Victoria Hambourg est un club allemand de football basé à Hambourg.

## Anciens entraîneurs
- William Townley